# Héctor Croxatto Rezzio
Héctor Croxatto Rezzio (Valparaíso, 3 luglio 1908 – Santiago del Cile, 28 settembre 2010) è stato un fisiologo cileno.
Docente all'Università del Cile dal 1934, fu membro della Pontificia accademia delle scienze. È ricordato soprattutto per i suoi lavori nel campo della neuroendocrinologia.